# Agromyza parilis
Agromyza parilis är en tvåvingeart som beskrevs av Spencer 1986. Agromyza parilis ingår i släktet Agromyza och familjen minerarflugor.
Artens utbredningsområde är Tennessee. Inga underarter finns listade i Catalogue of Life.